# Славко Воркапић
Славољуб „Славко“ Воркапић (енгл. Slavko Vorkapich; Добринци, 17. март 1894 — Михас, 20. октобар 1976) је био амерички филмски теоретичар, монтажер и редитељ српског порекла, дугогодишњи професор филма на Универзитету Јужне Калифорније; предавао је и на београдској Академији за позориште, филм, радио и телевизију. Заступник схватања филма као специфичног и аутохтоног медијума који се може тумачити са становишта психологије гешталта, он у филму види динамично-пластични визуелни потенцијал независан од позоришта, литературе или било које друге уметничке дисциплине. Као стваралац познат по секвенцама такозване „стваралачке монтаже“ у холивудским филмовима других редитеља из тридесетих и четрдесетих година. Самостално режирао, поред низа документарних филмова, и експериментална остварења „Живот и смрт холивудског статисте број 9413” (The Life and Death of 9413: a Hollywood Extra, 1928), „Фингалова пећина” (Fingal's Cave, 1940), „Шума шумори” (Forest Murmurs, 1941) и југословенски дугометражни играни филм „Ханка” (1955)...

## Детињство и младост
Славољуб Воркапић се родио 17. марта 1894. године у Добринцима, а одрастао је и школу учио у Сремској Митровици и Земуну. После шестог разреда гимназије прешао је у Београд и уписао се у тадашњу Уметничку занатску школу, а 1912. добио је стипендију Матице српске и наставио студије на Сликарској академији у Будимпешти. Рат 1912. године затекао га је код сестре у Крушевцу. За време рата био је наставник цртања у гимназији у Кратову. После повлачења, преко Црне Горе и Албаније, доспео је са осталим избеглицама у Француску. У Паризу је одмах примљен у Академију лепих уметности ("Academie des Beaux Arts"), али је ту био свега годину дана и сликарске студије наставио у слободној академији Рансон на Монпарнасу. Међутим, љубав према филму све се више манифестује, и изврсни амерички филмови са Чаплином, Даглас Фербанксом, Виљем Хартом и другима, Грифитови филмови и филмови Енса, све га више учвршћују у уверењу да ће он своје намере, идеје и снове најбоље моћи да оствари путем филма. У то доба француски филм „тапкао је у месту“ и једино што је било значајно били су теоретски чланци Кануда или одушевљени написи Луј Делика. Воркапић је осетио „да то није то“ и да ако жели – а он је то желео – да створи нешто уметничко, он то може да постигне само у САД. Али да се жеља оствари да путује у Америку требало је много покушаја. Најзад, умешала се мало и срећа.

## Одлазак у Америку
Крајем 1920. пружила му се прилика да путује у Америку и то луксузним бродом „Ил де Франс“, као чистач палубе. Свеједно, главно је било стићи у Њујорк, а одатле у Сан Франциско и најзад 1921. у Холивуд, и све до 1927. године његови планови ће се остварити само делимично и ретко. У прво време бавио се сликарством и имао извесног успеха, па је чак једно време изгледало да ће напустити филм, јер мале улоге у неким филмовима Рекс Инграма (млади Наполеон у „Скарамушу“), нису га могле задовољити. Тек је 1927. године, у сарадњи са Флорејом, успео да оствари први филм "Живот и смрт холивудског статисте број 9413“. И та филмска сатира, донела је прво признање и помало славе и успех. Одмах сутрадан „Парамаунт“ га је ангажовао као „специјалисту“ за уметничку монтажу и уметничке ефекте. Везан неколико година уговором за то предузеће прелази доцније код РКО па МГМ да би најзад, уочи рата постао слободни уметник филма. Године 1948, остварио је давнашњу жељу, а то да као педагог своје знање пренесе на друге. Постао је професор филмске катедре на универзитету Јужне Калифорније у Лос Анђелесу. За све време Воркапић је писао студије о естетици филма, о филмском језику, о визуелној поезији итд.
Од филмова које је сам режирао и снимио у првом реду истичу се краткометражни уметнички филмови, визуелне илустрације Вагнерове и Менделсонове музике: „Шуме шуморе“ (1940) и „Фингалова пећина“ (1941). За време рата режирао је „Редова Смита“ (1942) историју једног од милиона америчких регрута. Од великог броја филмова на којима је сарађивао као уметник монтаже било као стручњак за разне уметничке, светлосне, визуелне ефекте, као мајстор у осветљавању извесних тема путем симбола психолошким или ритмичким наглашавањем асоцијација, поменућемо само неколико најзначајнијих: поетичне сцене из „Давида Коперфилда“, полетне моменте из филма „Добра земља“, затим ванредне секвенце „Мистер Смита у Сенату“ и „Јованке Орлеанке“ и најзад, пролог филма „Злочин без страсти“...
Славко Воркапић је умро 20. октобра 1976. године, од срчаног удара за време посете свом сину Едварду у Шпанији, где је и сахрањен.

## Филмографија и најважнији теоријски огледи
Епизодне улоге:
- (1922),
- (1922),
- (1923, Reks Ingram).

Режија играног филма: 
- (1955)

Коредитељ играног филма:
- (1931),
- (1933, Harlan Thompson)

Помоћник редитеља играног филма:
- (1948, Victor Fleming)

Самостална или корежија кратких и експерименталних филмова:
- (1927/28),
- (1937),
- – (1940),
- (1941),
- (1942),
- (1942),
- (1943),
- (1943),
- (1943),
- (1944),
- (1944), номинација за ”Оскара”,
- (1963).

Аутор монтажних секвенци у играним филмовима:
- (1928),
- (1930),
- (1930),
- (1931),
- – (1932),
- (1932),
- (1932),
- (1932),
- (1932),
- (1933),
- (1933),
- (1933. ),
- (1933),
- (1933),
- (1934),
- (1934),
- (1934),
- (1934),
- (1935),
- (1935),
- (1935),
- (1936),
- (1937),
- (1937),
- (1937),
- (1937),
- (1937),
- (1938),
- (1938),
- (1938),
- (1938),
- (1938),
- (1938),
- (1938),
- (1938),
- (1938),
- (1938),
- (1938),
- (1938),
- (1939),
- (1939),
- (1941),
- (1949),
- (1945),
- (1948, Victor Fleming).

Сарадник на монтажним секвенцама:
- (1936, W.S. Van Dajk)

Монтажне секвенце у кратким филмовима:
- Моша Пијаде (1959, Жика Чукулић)

Сценариста: 
- (1961, Julian Roffman)

Сценариста за недовршене пројекте:
- (1928),
- (1939),
- (1940),
- (1945),
- (1965)

Филмски инсерти за предавања:
- Колекција филмских одломака и оригиналних експеримената за предавања о ”Визуелној природи филмског медијума” (1965)

Монтажер нових верзија филмова:
- (1942), Leonid Varlaamov), номинација за ”Оскара”,
- (1959-60, John Gunther)

Воркапићеви материјали у другим филмовима:
- (1947, Clarence Brown; умонтиран материјал из филма ”Шума шумори”)

Најважнији теоретски огледи:
- „Ка правом филму“, код нас познат и под насловом „Филм као стваралачко средство“ (1952), објављен први пут у Сједињеним државама седам година касније под насловом "Toward True Cinema", Film Culture, бр. 19, 1959;
- „Страх од људске говорљивости“ (1952);
- „Белешке о филмском занату“ (1958—1959);
- „Критика теорије интелектуалног филма“ (1959);
- „Плес и филм“ (1968).

## Цитати
Хвала ти Vorky! Дивим ти се и поштујем твој неизмеран допринос филму... Унео си нешто ново, нешто маштовито у филм и магију која је спасавала лоше филмове, а уздизала добре. Из личног искуства знам колико си стваралаштва унео у моје филмове... Волим те као великог уметника— Френк Капра, редитељ
Увек сам веровао да је стварање филма у основи уметност, а не индустрија.— Славко Воркапић, филмски уметник